# نيل غودمان
نيل غودمان (بالإنجليزية: Neal Goodman)‏ هو سياسي أمريكي، ولد في 20 أكتوبر 1957 في بيت لحم في الولايات المتحدة. حزبياً، نشط في الحزب الديمقراطي. وقد انتخب عضو مجلس نواب بنسيلفانيا.